# Acworth (New Hampshire)
Acworth ist eine Town im Sullivan County des US-Bundesstaates New Hampshire in Neuengland. Der United States Census 2020 zählte in Acworth 853 Einwohner.

## Geschichte
Die Stadt ist nach Lord Acworth, einem englischen Adligen benannt. Die Stadtgründung erfolgt zuerst im Jahr 1752, als die Stadt noch nach einem Kolonialgouverneur der Massachusetts Bay Colony Burnet hieß. Als sich unter diesen Statuten keine Siedler niederließen, wurde die Siedlung 1766 vakant und schließlich 1772 als Acworth neugegründet. Die Stadt Acworth in Georgia hat ihren Namen nach dieser Stadt, weil ein dortiger Eisenbahningenieur von hier kam.
Der Verleger, Autor und Abgeordnete Hiram Orcutt (1815–1889) wurde in Acworth geboren.

## Geographie
Nach den Angaben des United States Census Bureaus hat die Stadt eine Fläche von 101,3 km², wovon 100,7 km² auf Land und 0,6 km² (= 0,61 %) auf Wasser entfallen. Der höchste Punkt im Gemeindegebiet ist Gove Hill, der 591 m über dem Meeresspiegel erreicht. Acworth liegt vollständig im Einzugsgebiet des Connecticut Rivers.

## Demographie
Zum Zeitpunkt des United States Census 2000 bewohnten Acworth 891 Personen. Die Bevölkerungsdichte betrug 8,3 Personen pro km². Es gab 512 Wohneinheiten, durchschnittlich 5,1 pro km². Die Bevölkerung Acworths bestand zu 96,77 % aus Weißen, 0,84 % Schwarzen oder African American, 0,84 % Native American, 0,24 % Asian und 1,32 % gaben an, zwei oder mehr Rassen anzugehören. 1,08 % der Bevölkerung erklärten, Hispanos oder Latinos jeglicher Rasse zu sein.
Die Bewohner der Town verteilten sich auf 318 Haushalte, von denen in 30,8 % Kinder unter 18 Jahren lebten. 60,7 % der Haushalte stellen Verheiratete, 6,0 % hatten einen weiblichen Haushaltsvorstand ohne Ehemann und 26,4 % bildeten keine Familien. 19,8 % der Haushalte bestanden aus Einzelpersonen und in 7,5 % aller Haushalte lebte jemand im Alter von 65 Jahren oder mehr alleine. Die durchschnittliche Haushaltsgröße betrug 2,63 und die durchschnittliche Familiengröße 3,06 Personen.
Die Stadtbevölkerung verteilte sich auf 25,7 % Minderjährige, 4,7 % 18–24-Jährige, 24,0 % 25–44-Jährige, 30,4 % 45–64-Jährige und 15,2 % im Alter von 65 Jahren oder mehr. Das Durchschnittsalter betrug 43 Jahre. Auf jeweils 100 Frauen entfielen 101,4 Männer. Bei den über 18-Jährigen entfielen auf 100 Frauen 101 Männer.
Das mittlere Haushaltseinkommen in Acworth betrug 37.386 US-Dollar und das mittlere Familieneinkommen erreichte die Höhe von 41.397 US-Dollar. Das Durchschnittseinkommen der Männer betrug 29.792 US-Dollar, gegenüber 18.132 US-Dollar bei den Frauen. Das Pro-Kopf-Einkommen in Acworth war 18.132 US-Dollar. 15,6 % der Bevölkerung und 10,1 % der Familien hatten ein Einkommen unterhalb der Armutsgrenze, davon waren 26,6 % der Minderjährigen und 5,4 % der Altersgruppe 65 Jahre und mehr betroffen.

## Söhne und Töchter der Stadt
- Joseph G. Wilson, Politiker, Mitglied im US-Repräsentantenhaus
- Urban A. Woodbury, Politiker, Gouverneur des Bundesstaates Vermont